# Bill Clark (Schlagzeuger)
William E. „Bill“ Clark (* 31. Juli 1925 in Jonesboro (Arkansas); † 30. Juli 1986 in Atlanta, Georgia) war ein amerikanischer Jazz-Schlagzeuger.
Bill Clark spielte ab Mitte der 1940er-Jahre im Trio des Pianisten Jimmy Jones, mit dem 1945 in New York erste Aufnahmen entstanden. Ab 1950 war er Mitglied des Trios von Mary Lou Williams, außerdem arbeitete er mit Dave Martin/Mundell Lowe (1948) und mit Lester Young (1950); im Januar 1951 trat er mit dem Duke Ellington Orchestra auf, als er bei einem Konzert in der Metropolitan Opera Sonny Greer ersetzte. Mit Dizzy Gillespie und Don Byas trat er 1952 in Paris auf, wo auch Aufnahmen mit Arnold Ross und Bernard Peiffer entstanden. Nach seiner Rückkehr in die Vereinigten Staaten spielte er bei George Shearing in Los Angeles, solistisch zu hören in Titeln wie „Drum Trouble“. Im Bereich des Jazz war er zwischen 1947 und 1958 an 33 Aufnahmesessions beteiligt, u. a. auch mit Toots Thielemans (1955), Ronnell Bright, Rolf Kühn (1956) und Jackie Paris (1958). In den 1960er- und 70er-Jahren gehörte er noch den Bands von Eddie Harris und Les McCann an.